# Martina Kämpfert
Martina Kämpfert, née le 11 novembre 1959 à Berlin puis mariée Steuk, est une ancienne athlète est-allemande.
Martina Kämpfert a été championne d'Europe junior sur 800 m en 1977. Aux Jeux olympiques d'été de 1980 à Moscou, elle a réalisé sa meilleure performance en 1 min 56 s 21 en terminant quatrième derrière le triplé soviétique formé de Nadezhda Olizarenko, Olga Mineyeva et Tatyana Providokhina.
En 1981, elle s'est mariée avec le lanceur de marteau Roland Steuk. En 1982, aux championnats nationaux en salle à Senftenberg, elle est devenue la première athlète à courir un 800 m en moins de deux minutes.

## Palmarès

### Jeux olympiques d'été
- Jeux olympiques de 1980 à Moscou ( Union soviétique) 
  - 4e sur 800 m

### Championnats d'Europe d'athlétisme en salle
- Championnats d'Europe d'athlétisme en salle de 1982 à Milan ( Italie)
  -  Médaille d'argent sur 800 m

### Championnats d'Europe Junior d'athlétisme
- Championnats d'Europe Junior d'athlétisme de 1977 à Donetsk ( Union soviétique)
  -  Médaille d'or sur 800 m